# ویلیام اچ. لوئرز
ویلیام اچ. لوئرز (متولد ۱۵ مه ۱۹۲۹) یک مدیر موزه و دیپلمات حرفه‌ایِ بازنشستهٔ آمریکایی بود. او مدیریت «پروژهٔ ایران» را برعهده داشت. لوئرز، علاوه بر سی و یک سال سابقهٔ فعالیت حرفه‌ای در عرصهٔ سیاست خارجی، سابقهٔ خدمت در مقام افسر نیروی دریایی ایالات متحده، ریاست موزه متروپولیتن شهر نیویورک و ریاست انجمن سازمان ملل ایالات متحده آمریکا را در کارنامه داشت. لوئرز استاد کمکی مدرسهٔ روابط عمومی و امور بین‌الملل دانشگاه کلمبیا بود.

## زندگی شخصی و تحصیلات
لوئرز در شهر اسپرینگفیلد، ایالت ایلینوی متولد شد و دورهٔ لیسانس را در همیلتون کالج و کارشناسی ارشد را در دانشگاه کلمبیا گذرانده‌ بود.

## سابقهٔ نظامی و دیپلماتیک
لوئرز از سال ۱۹۵۳ تا ۱۹۵۷، پیش از آنکه به وزارت خارجه ایالات متحده آمریکا بپیوندد، به عنوان افسر در نیروی دریایی ایالات متحده به خدمت پرداخته‌است. او سابقه سی و یک سال خدمت در وزارت خارجه آمریکا را در کارنامه دارد و در این مدت به عنوان سفیر آمریکا در چکسلواکی (۱۹۸۳–۱۹۸۶), سفیر آمریکا در ونزوئلا (۱۹۷۸–۱۹۸۲) معاون وزیر خارجه در امور اروپا (۱۹۷۷–۱۹۷۸) و معاون وزیر خارجه در امور قارهٔ آمریکا (۱۹۷۵–۱۹۷۷) به فعالیت پرداخته‌است.

## فعالیت‌های پس از بازنشستگی دیپلماتیک و غیره
لوئرز به مدت سیزده سال ریاست موزه متروپولیتن شهر نیویورک را برعهده داشت و پس از آن، در فوریه سال ۱۹۹۹ به ریاست انجمن سازمان ملل ایالات متحده آمریکا (UNA-USA) منصوب شد.
لوئرز در حال حاضر به عنوان مدیر «پروژهٔ ایران» مشغول به فعالیت است.
سوابق دیگر لوئرز عبارتند از: استاد مدعو مدرسه روابط عمومی و امور بین‌الملل وودرو ویلسون در دانشگاه پرینستون؛ مهمان ویژهٔ ریاست موسسه مطالعات پیشرفته (۱۹۸۲–۸۳); استاد مدعو دانشگاه جورج واشینگتن و استاد مدعو مدرسه مطالعات بین‌المللی پیشرفته در دانشگاه جانز هاپکینز. او در حال حاضر استاد کمکی درس روابط عمومی و بین‌الملل در دانشکده روابط عمومی و امور بین‌الملل دانشگاه کلمبیاست.
لوئرز عضو هیئت مدیره موسسات غیرانتفاعی صندوق برادران راکفلر، موزه ملی تاریخ طبیعی، کارتل (تراست) «درک متقابل» و موزه هنر روبین است. او همچنین مشاور بین‌الملل بخش هنری جشنواره سالانه پرمیوم ایمپریاله است. لوئرز عضو شورای روابط خارجی آمریکا و عضو آکادمی آمریکایی علوم و هنر و آکادمی آمریکایی دیپلماسی است.

## زندگی شخصی
لوئرز به زبان‌های روسی، اسپانیایی و ایتالیایی مسلّط است. او با وندی لوئرز (بنیانگذار و رئیس بنیاد جامعه مدنی) ازدواج کرده‌است.

## دیدگاه دربارهٔ ایران
گفته می‌شود لوئرز وقتی در اوج دوران موسوم به جنگ سرد عهده‌دار سفارت آمریکا در چکسلواکی بود، وظیفهٔ ارتباط با نخبگان معترض چکسلواکی را داشته و بسیار به واتسلاو هاول در راه رسیدن به ریاست‌جمهوری چک کمک کرده‌است و اکنون نیز معتقد است مدل مشابه اجرا شده در این کشور اروپای شرقی به شکل کامل در ایران هم قابل اجرا خواهد بود.